# محمود خليل راشد
محمود خليل راشد (15 يوليو 1894 - 1 يونيو 1980) هو مخرج أفلام وكاتب ومدرس وممثل ومؤلف مصري.

## حياته ونِشأته
ولد محمود خليل راشد في رأس التين بالإسكندرية 15 يوليو 1894، وفي أثناء دراسته في مدرسة رأس التين الثانوية، ازداد نشاطه الثقافي والفكري، فأصدر روايته الأولى فتاة الإسكندرية عام 1912، وهي رواية شعبية على غرار روايات شرلوك هولمز، وتتضمن مشهداً عن سفينة التايتانيك، وفي أثناء دراسته في المدرسة، كان مهتماً بأشياء أخرى إلى جانب الفن والثقافة، وقد أثارت مشاهدته لوصول الأخوين رايت إلى نادي الإسكندرية الرياضي، وهو ما تجلى في فيلمه مصطفى أو الساحر الصغير عام 1932. كما كان منخرطًا بشكل عميق في القضايا الأخلاقية وكان يعتقد أن مهمته هي مساعدة الناس، وهو ما يمكن القيام به من خلال السينما.
تخرج راشد من المدرسة عام 1914، وقد علمه الرياضيات النقراشي باشا، الذي أصبح فيما بعد رئيس وزراء مصر، وربما كان له تأثير على راشد، الذي عمل مدرسًا للرياضيات والفيزياء بعد تخرجه من كلية التربية جامعة إبراهيم باشا عام 1917. وخلال 14 عامًا قضاها مدرسًا في مدرسة العباسية الثانوية بالإسكندرية، نشر كتبًا علمية واخترع العديد من الآلات. وفي عام 1924، أسس معهد العلوم والاختراعات الحديثة لتزويد الناس بمزيد من المعرفة. حصل راشد على درجة الدكتوراه في التحليل النفسي، ودبلومة في الاقتصاد وبكالوريوس في التربية والعلوم من نفس الكلية.
وواصل دراساته العليا حتى حصل على درجتي الماجستير والدكتوراه في الأدب والنقد من مدرسة دار العلوم.

## مسيرته
- بدأ حياته المهنية معلمًا حتى 1954، ثم عمل في مجال الهندسة الكهربائية، وأسس شركة مصر للمنتجات الكيماوية بالإسكندرية.
- نشر سلسلة رواياته الحقيقة والخيال في عام 1913، وكتب مسرحية سلمى وسلامة، وافتتح مكتبة لبيع الكتب

- عمل نائب مدير جمعية من المسكرات، ولم يقتنع بأن كل إسهاماته في العلم والمجتمع تساعد الناس بشكل كافٍ، فسعى راشد إلى طريقة أكثر مباشرة للتواصل.
- أصدر عددين من مجلة راشد مستخدماً أدوات بدائية.
- أنشأ قسم السينما وأنتج فيلمه مصطفى أو الساحر الصغير في عام 1932 لتثبيط الناس عن الشراب. كان هو الممثل والكاتب والمخرج ومدير التصوير، ولعب ابنه مصطفى كامل راشد الدور الرئيسي، وقام ألفيس أورفانيلي ومحمد بيومي بتصوير أجزاء من الفيلم. ولأن شرق الإسكندرية كان مأهولاً بالسكان بعد ذلك، وبالتالي كان يُطلق عليه اسم الرمل، فقد كان من الممكن تصوير مشاهد الهند في فيكتوريا وبقية المشاهد الخارجية في سيدي بشر، وصور المشاهد الداخلية في فيلا راشد في محرم بك. وقد استغل راشد شغفه بالعلم بشكل جيد في فيلمه، حيث كان أول فيلم في تاريخ السينما المصرية يستخدم المؤثرات السينمائية الخاصة.[5]

- عمل مدرسا في مدرسة حلوان الثانوية للبنات.

- كتب راشد سيناريوهين آخرين ولكن لم يقم بنشرهما وهما: تحية العلم وأنشودة الفجر. واستمر في القيام بدور نشط في المنظمات الاجتماعية والخيرية والمجالات مثل العروة الوثقى وجمعية الشبان المسلمين بالأسكندرية ومجلس الكشف الأعلى، وإيمانًا منه بقوة الاتصال المباشر بالناس، أنشأ قناة إذاعية خاصة في حلوان تبث محاضرات علمية وبرامج كوميدية كتبها بنفسه.
- كان كاتبًا غزير الإنتاج ونشر عددًا من الكتب عن السينما كانت مفيدة للهواة والمحترفين على حد سواء فنشر مؤلفات كتب: (سينمائيات وفن التمثيل والكيمياء في التصوير والسينما) ومؤلفات أخرى في العلوم والطب والكهرباء والفنون واللغويات والأدب وعلم الاجتماع وغيرها من المجالات المتنوعة؛ ومن السيرة الذاتية قصتي وقصة مخترعاتي.

- اعتبر النقاد كتابه فجر السينما، صدر عام 1923، أنه أول كتاب مصري عن السينما. والكتاب وقتها كانت فيه السينما لا تزال فنًا ناشئًا (وهو ما يفسر سذاجة الكتاب)، والقواعد الأخلاقية القوية لمؤلفه، يحتوي على ثروة من التعريفات والتعليمات المتعلقة بجميع جوانب السينما، من الحاجة إلى الرقابة إلى مدى قدرة السينما على التثقيف، أو الإضرار بأخلاق الأمة، إلى التوجيهات حول كيفية التمثيل وكتابة السيناريو. على سبيل المثال، يتم إرشاد الممثل حول كيفية المشي في الظلام: نظرًا لأن الأحداث التي تقع في الليل يتم تصويرها نهارًا، ثم يتم صبغ الفيلم، فيجب على الممثل أن يكون حذرًا بشأن المصداقية. إذا كان يلعب دور لص، فعليه أن يتحسس الجدران بيديه، وأن يتعثر أحيانًا على كرسي أو مكتب، ولكن عليه أن يخرج أسرع مما كان عليه عندما دخل. ويعتبر راشد بكونه أول من استخدم المؤثرات والخداع السينمائية الخاصة.

## أعماله
- 1926 : رابعة المصرية.[6]

- 1926 : معهد الاختراعات الحديثة 1926 : فن السينما 1929[7]

- محطة مترو الأنفاق بالإسكندرية 1929 .
- أنوار شاطئ الإسكندرية 1929 .
- المعهد العربي للإختراعات 1929 .
- نادي السينما بالإسكندرية 1929 : عروس مصر .
- 1929 : مراقبة سلمى .
- 1932 : مصطفى أو الساحر الصغير.

## مؤلفاته
| هدية الشيطان                       | أصدار | فبراير - 1925 |
| الراديو ومزاياه الاجتماعية         | أصدار | يوليو - 1930  |
| أسرار السينما                      | أصدار | يوليو - 1933  |
| تدريس الكيمياء في المدارس الثانوية | أصدار | يونيو - 1937  |